# Julia Bertrand
Julia Bertrand, né le 14 février 1877 à Gemaingoutte (Vosges) et morte le 25 mars 1960 à Fontenay-aux-Roses, est une institutrice, militante syndicaliste libertaire, antimilitariste, pacifiste, féministe et libre penseuse anticléricale française.

## Biographie
Elle est déléguée au congrès international des libres penseurs, tenu à Paris, du 3 au 7 septembre 1905.
Syndicaliste, elle participe activement à la création de la Fédération Nationale des Syndicats d'Instituteurs (FNSI), fondée en 1905 et liée à la Confédération générale du travail en 1907.
À partir de décembre 1906, elle collabore à La Femme affranchie, « organe du féminisme ouvrier socialiste et libre-penseur » fondé en août 1904 par Gabrielle Petit.
En juillet 1911, elle héberge Gabrielle Petit qui se trouvait alors sans toit, dans son logement de fonction à Biffontaine. Cela fait scandale, et comme elle participe également à la campagne de la CGT contre la guerre, elle subit un déplacement disciplinaire.
Elle collabore au journal libertaire La Vrille publié à Épinal par l'anarchiste Victor Loquier.
Inscrite au Carnet B (fichier des antimilitaristes), elle est arrêtée le 21 août 1914 et envoyée dans un camp. À la suite d'une campagne de protestation, elle est libérée le 18 février 1915, mais révoquée de l'enseignement,.
De mai 1915 à sa fermeture en novembre 1917, elle est institutrice à l'école libertaire La Ruche fondée par Sébastien Faure.
Elle écrit régulièrement dans la presse anarchiste : L’En-dehors, L'Idée libre, Le Libertaire.
Les 14 et 15 novembre 1920, elle participe au 1er congrès de l’Union anarchiste et, dans Le Libertaire du 21 novembre, proteste contre le « tabagisme » qui avait dominé l’assistance.
Dans l’Entre-deux-guerres, elle collabore régulièrement au Libertaire où elle défend notamment la cause féministe.
En juin 1924, elle s’élève contre la vivisection.
En juillet 1928, elle défend la libre-pensée et soutient les objecteurs de conscience.
En 1924, elle est responsable, pour Paris et sa banlieue, de la Ligue d’action anticatholique fondée par André Lorulot. Cette Ligue était adhérente à la Fédération nationale de la libre pensée.
En octobre 1925, grâce à une campagne de la Fédération Nationale des Syndicats d'Instituteurs, elle est réintégrée comme institutrice en Seine-et-Oise.
Durant la Seconde Guerre mondiale, elle perd tout ce qu’elle possède dans le bombardement de Noisy-le-Sec.

## Citation
« Je ne croirai jamais que c'est un crime d'aimer une doctrine de laquelle s'honorent d'honnêtes savants, de sincères grands hommes comme Élisée Reclus et Pierre Kropotkine ». Extrait d'une lettre de réponse au préfet qui l'a révoquée pour avoir manifesté « ses sympathies pour l'antimilitarisme et son admiration pour la doctrine anarchiste ».

## Hommage
Selon le syndicaliste François Bernard : « Voici, à la présidence, une figure étrange : Julia Bertrand. Ses cheveux courts qui tombent naturellement et frôlent à peine les épaules font un peu scandale, même pour les plus émancipés, tant ils contrastent violemment avec les chevelures opulentes de ses compagnes. On dirait un visage d’un autre temps. Passé ? Non. À venir. La physionomie, très douce, comme inspirée, est celle d’un apôtre. C’en est une en effet. Libertaire, elle s’applique à mettre ses actes en accord absolu avec ses paroles. Elle est secourable à tous, elle se prive du nécessaire pour soulager les souffrances qu’elle connaît ou devine, sans se demander si la détresse qui frappe à sa porte est accompagnée de la vertu ».

## Œuvres
- Introduction à Louis Rimbault, Le tabac, les infirmités, les fléaux qu'il provoque, le remède naturel..., Luynes, Éditions de l'École de pratique végétalienne, 1927, (BNF 31218335).
- Le tabac : poison de la vie en toutes circonstances, Société contre l'abus du tabac, 1935, notice.
- Collectif, La Vie et l’œuvre de Sébastien Faure, Paris, Bruxelles, Pensée et Action, 1961.

#### Presse
- Patrick Schindler, Gabrielle Petit, l’indomptable : une femme affranchie, Le Monde libertaire, no 1628, 24 mars 2011, texte intégral.
- Le Populaire, articles en ligne.
- Le Rappel, articles en ligne.